# NGC 6299
NGC 6299 (również PGC 59561) – galaktyka eliptyczna (E), znajdująca się w gwiazdozbiorze Smoka. Odkrył ją Heinrich Louis d’Arrest 27 października 1861 roku.